# ايتاجوا
ايتاجوا هي مديرية في باراغواي، تتبع الإدارة المركزية (باراغواي)، بلغ عدد سكانها 89٬449 نسمة، تبلغ مساحتها 115 كيلومتر مربع، رمزها البريدي هو 2740.

## أعلام
- إيفان بيريس
- ريتشارد استيغاريبيا
- سيرخيو دياز
- بلاس ريفيروس